# Eric Bana
Eric Bana, właśc. Eric Banadinović (ur. 9 sierpnia 1968 w Melbourne) – australijski aktor, reżyser. scenarzysta oraz producent filmowy i telewizyjny.

## Życiorys

### Wczesne lata
Urodził się 9 sierpnia 1968 jako młodszy syn pochodzącego z Zagrzebia w Chorwacji Ivana Banadinovicia, byłego menadżera Caterpillar Inc., i pochodzącej z Niemiec fryzjerki Eleanor. Wychowywał się ze starszym bratem Anthonym (ur. 1965). Dorastał na przedmieściach Melbourne, w stanie Wiktorii. Jego talent komediowy dostrzegli nauczyciele w szkole średniej. Po obejrzeniu filmu Mad Max (1979) z Melem Gibsonem postanowił, że zostanie aktorem. Przeprowadził się do Sydney, gdzie studiował aktorstwo w National Institute of Dramatic Art (NIDA). Dorabiał jako kelner w różnych pubach i kawiarniach.

### Kariera
W 1991 roku wziął udział w programie dla komików amatorów na scenie hotelu Castle w Melbourne. Dwa lata później wystąpił w programie Steve Vizarda Tonight Live Show (1993). Uznanie zdobył jako gospodarz komediowego serialu ze skeczami Full Frontal (1993-96), gdzie parodiował Arnolda Schwarzeneggera, Sylvestra Stallone, Toma Cruise’a i porucznika Colombo. Miał także swój własny program The Eric Bana Show (1997), za który odebrał nagrodę Logie.
Jego debiutem na arenie sportów motoryzacyjnych był start w Targa Tasmania w 1996 roku, gdy prowadził wtedy Ford Falcon XB Coupe.
Po raz pierwszy trafił na duży ekran w komedii Zamek (The Castle, 1997). Wystąpił w australijskich serialach: Cena życia (All Saints, 1999, 2000) i Coś w powietrzu (Something in the Air, 2000–2001) jako Joe Sabatini. Kreacja przerażającego australijskiego seryjnego mordercy Marka Brandona „Choppera” Reada w biograficznym dramacie kryminalnym Chopper (2000) przyniosła mu trzy nagrody Stowarzyszenia Australijskich Krytyków Filmowych i Australijskiego Instytutu Filmowego oraz nagrodę na festiwalu filmowym w Sztokholmie. Popularność w Hollywood zdobył rolą amerykańskiego sierżanta w filmie Ridleya Scotta Helikopter w ogniu (Black Hawk Down, 2001) oraz jako tytułowy bohater Bruce Banner w dramacie sensacyjnym fantasy Anga Lee Hulk (The Hulk, 2003). W sensacyjnym dramacie historycznym Troja (Troy, 2004) zagrał postać Hectora. Międzynarodową sławę przyniósł mu film Stevena Spielberga Monachium (Munich, 2005). Był brany pod uwagę do roli Jamesa Bonda w Casino Royale (2006).
W 2013 był twarzą perfum „Bvlgari Man Extreme”. W 2016 wystąpił u boku Chrisa Pine’a i Caseya Afflecka w disneyowskim Czasie próby, wcielając się w rolę dowódcy Daniela Cluffa. Rok później zagrał rolę Uthera Pendragona w filmie Guya Ritchiego pt. Król Artur: Legenda miecza.
W 2019 został odznaczony trzecim najwyższym odznaczeniem państwowym w Australii – Orderem Australii za jego zasługi dla teatru.

## Życie prywatne
W 1995, podczas gdy pracował nad serialem telewizyjnym Full Frontal, Bana zaczął spotykać się z Rebeccą Gleeson, specjalistką od reklamy z Seven Network i córką Murraya Gleesona, wtedy przewodniczącego kompletu sędziowskiego Nowej Południowej Walii, i później przewodniczącego kompletu sędziowskiego Australii. Wzięli ślub 2 sierpnia 1997, po tym jak Bana zaproponował jej podróż do Stanów Zjednoczonych, którą wygrał w 'Cleo Magazine' i został Kawalerem Roku 1996. Bana i Gleeson mają dwójkę dzieci – syna Klausa (ur. 1999) i córkę Sophię (ur. 2002). Zamieszkali w Melbourne.

## Filmografia

### Obsada
- 1993–1997: Full Frontal – różne role (1993–1996)
- 1997: Eric (serial) jako on sam/różne role/Poida
- 1997 Zamek (The Castle) jako Con Petropoulous
- 2000−2002: Something in the Air jako Joe Sabatini
- 2000: Chopper jako Chopper
- 2001: Helikopter w ogniu (Black Hawk Down) jako Hoot
- 2002: Bryłka złota (The Nugget) jako Lotto
- 2003: Hulk (The Hulk) jako Bruce Banner
- 2003: Gdzie jest Nemo? (Finding Nemo) jako Anchor (głos)
- 2004: Troja (Troy) jako Hektor
- 2005: Monachium (Munich) jako Avner
- 2006: Mój ojciec i ja jako Romulus
- 2006: Lucky You – Pokerowy blef jako Huck Cheever
- 2008: Kochanice króla jako Henryk VIII
- 2009: Star Trek jako Nero
- 2009: Zaklęci w czasie (The Time Traveler's Wife) jako Henry
- 2009: Śmieszni ludzie (Funny People) jako Clarke
- 2011: Jak być buhajem (How to be a bull) jako on sam
- 2011: Hanna jako Erik Heller
- 2012: Deadfall jako Addison
- 2013: Układ (Closed Circuit) jako Martin Rose
- 2013: Ocalony (Lone Survivor) jako komandor porucznik Erik S. Kristensen
- 2014: Zbaw nas ode złego (Deliver Us from Evil) jako Ralph Sarchie
- 2016: Czas próby (The Finest Hours) jako Daniel Cluff
- 2017: Pojednanie jako Piet Blomfeld
- 2017: Król Artur: Legenda miecza (King Arthur: Legend of the Sword) jako Uther
- 2019: Dirty John (serial) John Meehan
- 2021: Susza (The Dry) jako Aaron Falk

### Scenariusz
- 1993–1997: Full Frontal
- 1997: Eric

### Producent
- 1997: Eric
- 2009: Love the Beast
- 2014: Samoloty z papieru (Paper Planes)
- 2016: Elvis & Nixon
- 2021: Susza (The Dry)

### Reżyser
- 2009: Love the Beast